# Gunay Mammadzada

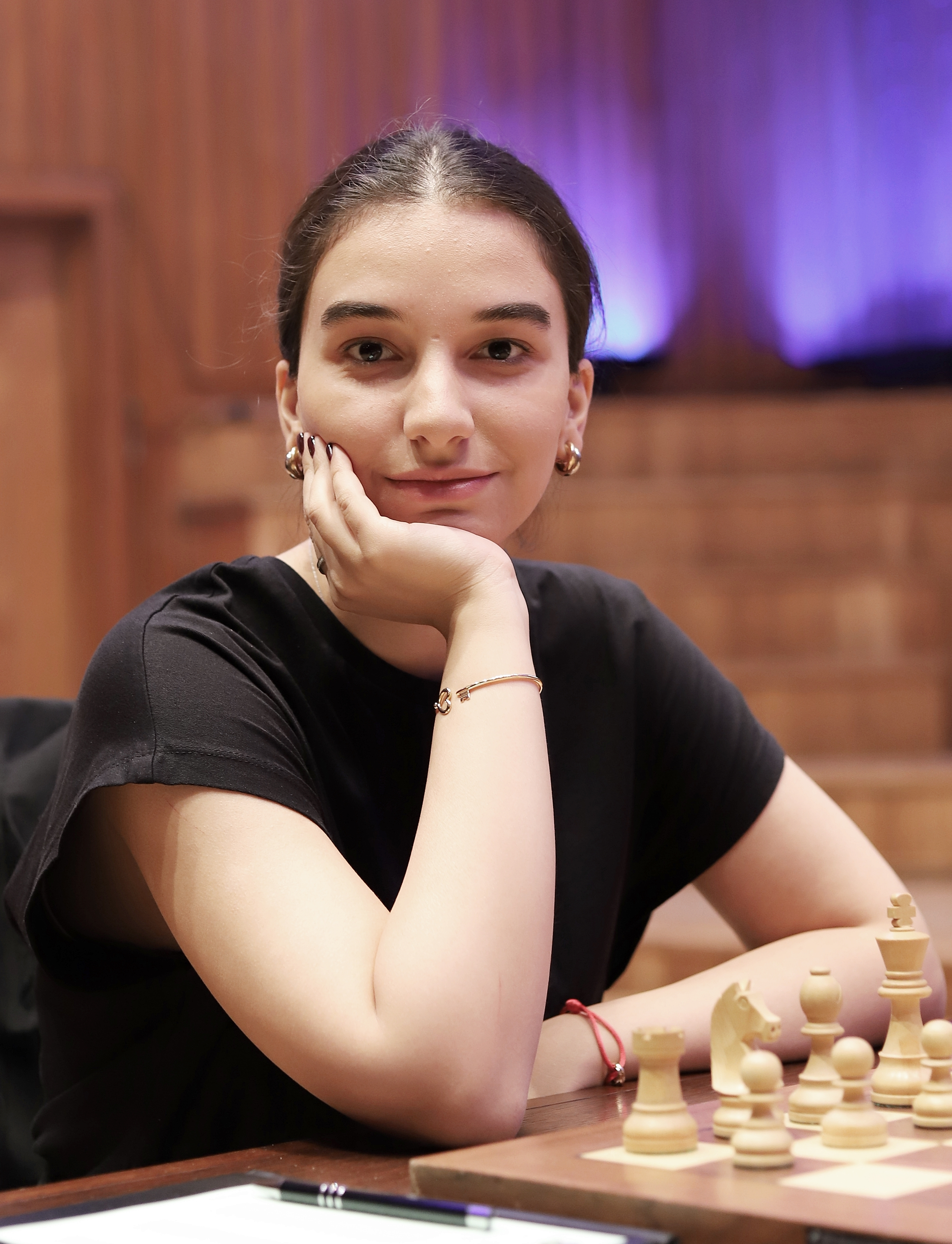
Gunay Mammadzada in 2022

Gunay Vugar qizi Mammadzada (Azerbeidzjaans: Günay Vüqar qızı Məmmədzadə) (Bakoe, 19 juni 2000) is een Azerbeidzjaanse schaakster. Ze is sinds 2014 (ze was toen 14 jaar) een grootmeester bij de vrouwen (WGM) en sinds 2018 een Internationaal Meester (IM). Ze was wereldkampioen bij de jeugd in de categorie meisjes tot 10 jaar, en Europees kampioen bij de jeugd in de categorieën meisjes tot 8 jaar en meisjes tot 14 jaar. Mammadzada was in 2017 en in  2019 nationaal kampioen van Azerbeidzjan bij de vrouwen. Ze was lid van het nationale team van Azerbeidzjan op Schaakolympiades, het WK landenteams en het EK landenteams. Op het EK landenteams van 2019 won het zowel met het team als individueel een bronzen medaille. Haar hoogste Elo-rating was 2483 en ze is nummer 18 van de wereld geweest op de vrouwenranglijst. 
Ze heeft in een onderlinge schaakpartij gewonnen van Abhijeet Gupta (rating 2614) en van Koneru Humpy (rating 2577).

## Jeugd
Gunay Mammadzada werd op 19 juni 2000 geboren in Bakoe, de hoofdstad van Azerbeidzjan. Ze begon op vijfjarige leeftijd met schaken, nadat ze haar grootouders vriendschappelijke partijtjes had zien spelen. Datzelfde jaar ging ze naar de Olympic Reserve No. 1 schaakschool voor jeugd. Op deze school kreeg ze onderricht van Rasoel Ibrahimov, een Azerbeidzjaanse grootmeester (GM) die daarna nog lang haar coach is gebleven.
Mammadzada behaalde vanaf zevenjarige leeftijd nationale en internationale successen. Begin 2007 werd ze derde op het nationale jeugdkampioenschap van Azerbeidzjan, in de categorie meisjes tot 8 jaar. Later dat jaar werd ze derde op het Europees kampioenschap schaken voor jeugd en tweede op het Wereldkampioenschap schaken voor jeugd, beide keren in de categorie meisjes tot 8 jaar. Op het WK jeugd was haar score 8½ pt. uit 11, met verliespartijen tegen toernooiwinnares Ivana Maria Furtado en tegen Zhansaya Abdumalik. In 2008 won ze het EK jeugd in haar categorie, en werd derde op het WK jeugd. Op het WK eindigden boven haar Zhansaya Abdumalik en Qiyu Zhou, tegen beide verloor ze haar partij.

## 2009: Wereldkampioen in cat. tot 10 jaar
Mammadzada kreeg in januari 2009 op achtjarige leeftijd haar eerste FIDE-rating, 1764, na deelname aan het EK jeugd 2008 in de categorie meisjes tot 10 jaar. Na op het EK jeugd 2009 geen medaille te hebben behaald, won ze op het WK jeugd in Antalya met 10½ pt. uit 11 de categorie meisjes tot 10 jaar.

## 2010–14: WGM op 14-jarige leeftijd

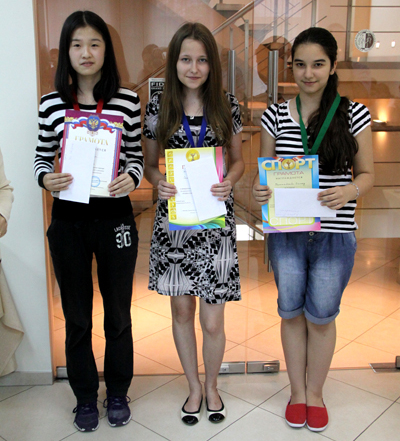
Mammadzada (rechts) in 2013

Mammadzada nam in 2010 op negenjarige leeftijd voor de eerste keer deel aan het nationale vrouwenkampioenschap van Azerbeidzjan en eindigde als laatste. In 2010 verwierf ze titel FIDE Meester bij de vrouwen (WFM). Mammadzada eindigde 2012 ongedeeld eerste in de categorie meisjes tot 13 jaar van het individuele wereldkampioenschap schaken voor scholen. In 2012 nam ze deel aan het Europees kampioenschap schaken voor jeugd in de categorie meisjes tot 12 jaar; ze werd met de score 7 pt. uit 9 gedeeld derde met twee andere speelsters, maar had een lagere tiebreak-score.
In 2013 passerde de Elo-rating van Mammadzada de 2100. Ze won voor de tweede keer een EK voor jeugd; in Montenegro werd ze met 7½ pt. uit 9 ongedeeld eerste in de categorie meisjes tot 14 jaar. In 2014 verwierf Mammadzada de titels Internationaal Meester bij de vrouwen (WIM) en grootmeester bij de vrouwen (WGM). Nadat ze in juli 2013 bij het toernooi om de Nana Aleksandria Cup in Georgië al een eerste norm had behaald voor de titel Internationaal Meester bij de vrouwen (WIM), behaalde ze op twee toernooien in 2014 normen voor zowel de WIM- als de WGM-titel: het David Bronstein Memorial toernooi in Wit-Rusland, febr. 2014, en het EK voor vrouwen in Bulgarije, juli 2014. Op het Bronstein Memorial behaalde ze 5 pt. uit 9, waarbij ze in de laatste ronde won van de Servische GM Siniša Dražić. Op het EK voor vrouwen werd ze, na te zijn gestart met 5 pt. uit 7, 38e met 6 pt. uit 11 en passeerde de rating-grens 2300, wat een eis is voor verwerving van de WGM-titel. In september 2014 nam ze deel aan het Bakoe Open en behaalde 4 pt. uit 9 tegen veel sterkere tegenstanders, waarmee ze een gemiddelde rating 2494 had. Hierdoor behaalde ze haar derde en laatste WGM-norm, en tevens haar eerste norm voor de IM-titel. Op de leeftijd van 14 jaar werd Mammadzada de jongste Azerbeidzjaanse WGM in de geschiedenis; haar voorgangster was Turkan Mamedyarova die deze titel op 18-jarige leeftijd behaalde.

## 2015–heden: titel Internationaal Meester

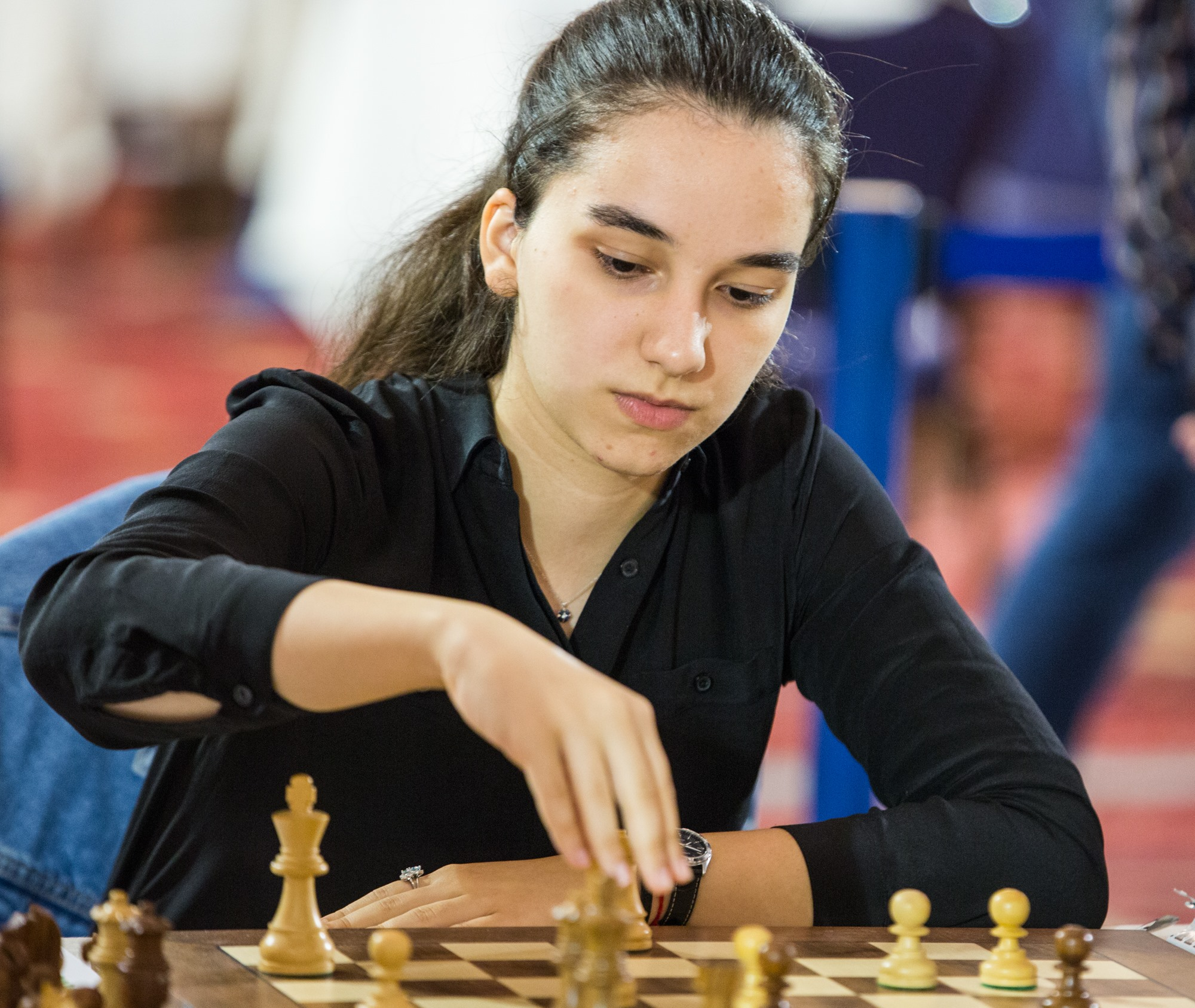
Mammadzada in 2017

Mammadzada behaalde de tweede en derde voor de IM-titel benodigde normen in 2015 en 2016, maar passeerde de rating-grens 2400, ook noodzakelijk voor de IM-titel, pas in 2018. Haar tweede IM-norm had ze behaald in het Tsjechië Open in juli 2015, waar ze 5½ pt. uit 9 behaalde. Haar derde en laatste IM-norm behaalde ze op het Nachitsjevan Open toernooi in Azerbeidzjan, waar ze 5 pt. uit 9 behaalde en in de laatste ronde haar partij won van de Azerbeidzjaanse GM Zaur Mammadov.
In 2015 en 2017 nam Mammadzada deel aan het Wereldkampioenschap schaken voor junioren in de categorie meisjes tot 20 jaar. In 2015 werd ze zevende, in 2017 had ze een teleurstellende uitslag. Eerder in 2017 had ze betere resultaten geboekt. In februari won ze voor de eerste keer het vrouwenkampioenschap van Azerbeidzjan, met 7 pt. uit 9, een vol punt boven nummer 2. Tijdens het toernooi won ze haar partij tegen Gulnar Mammadova. Op het Europees kampioenschap schaken voor vrouwen behaalde ze 7 pt. uit 11. Begin 2018 werd Mammadzada tweede op het vrouwenkampioenschap van Azerbeidzjan, vanwege een lagere tiebreak-score dan de winnares Khanim Balajayeva. Op het EK voor vrouwen in Slowakije passeerde haar rating de 2400 (ze kwam uit op 2442) waarmee ze de titel Internationaal Meester (IM) behaalde; ze werd tiende met 7½ pt. uit 11. Later in 2018 op de Abu Dhabi Masters, won ze haar partij tegen Abhijeet Gupta, een Indiase GM met rating 2614.
Mammadzada won in 2019 voor de tweede keer het vrouwenkampioenschap van Azerbeidzjan, met 8½ pt. uit 9. Later dat jaar presteerde ze ook goed op de European Club Cup voor vrouwen, waar ze voor Odlar Yurdu 4 pt. uit 6 behaalde. Tijdens dit toernooi won ze haar partijen tegen de twee grootmeesters Valentina Goenina, met rating 2509, en Koneru Humpy, met rating 2577. Na een hiaat van een jaar vanwege de Corona-pandemie, werd Mammadzada reservespeelster voor het laatste toernooi van de FIDE Grand Prix voor vrouwen 2019–2021, gehouden in Gibraltar in mei 2021. In het round-robin toernooi werd ze derde met 6½ pt. uit 11, achter Zhansaya Abdumalik en Maria Moezytsjoek.
Op 4 juli 2022 won Mammadzada het vrouwentoernooi van het 7e Internationaal Schaakfestival gehouden ter herdenking van voormalig president Lech Kaczyński van Polen. In augustus 2022 werd ze tweede op het EK voor vrouwen met de score 8 pt. uit 11, een half punt achter Monika Soćko.
Per oktober 2022 was haar Elo-rating 2483. 

## Nationale teams

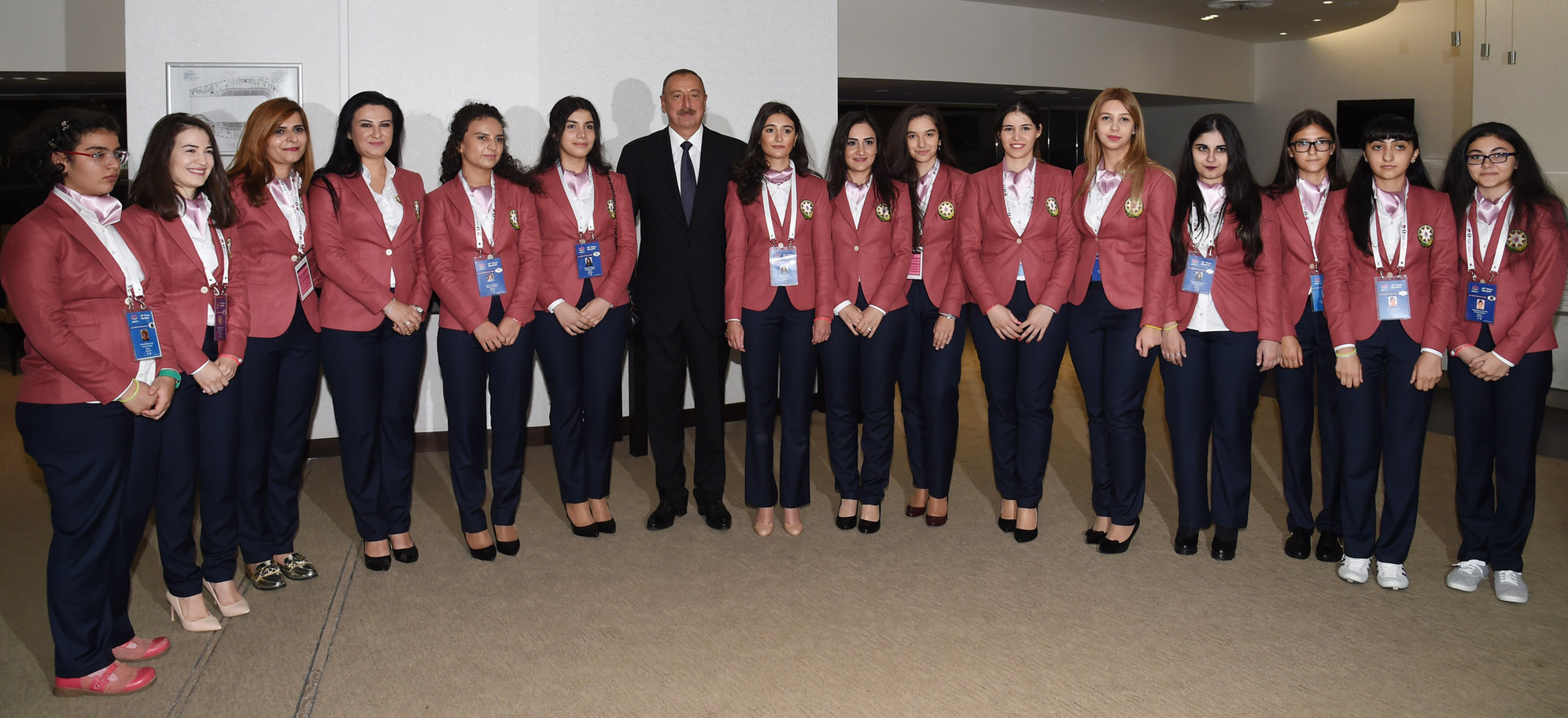
Mammadzada (zevende van rechts) met het vrouwenteam van Azerbeidzjan op de Schaakolympiade 2016 in Bakoe

Mammadzada nam voor de eerste keer met een Azerbeidzjaans team deel aan een internationaal toernooi op de Schaakolympiade voor spelers tot 16 jaar, gehouden in 2016 in Slowakije. Ze speelde aan het tweede bord en behaalde als individuele score 5½ pt. uit 8. Later speelde ze twee keer met een Azerbeidzjaans vrouwenteam op een Schaakolympiade. Azerbeidzjan eindigde in beide Olympiades op een gedeelde vierde plaats met 16 matchpunten zowel in 2016 (uitslagen +7 =2 –2) als in 2018 (uitslagen +6 =4 –1). Via de tiebreak-regels werden ze achtste in 2016 en tiende in 2018. Bij de Schaakolympiade 2016 in Bakoe, mocht Azerbeidzjan als organiserend land deelnemen met drie teams. Mammadzada behaalde aan het tweede bord van het eerste team 5½ pt. uit 10 partijen. Op de Schaakolympiade 2018 in Batoemi speelde Mammadzada aan het eerste bord, maar ze kwam niet verder dan een 50% score.
Mammadzada nam ook met het nationale team van Azerbeidzjan deel aan het vrouwentoernooi van het Europees kampioenschap schaken voor landenteams. In 2017 en in 2019 speelde ze aan het eerste bord. Azerbeidzjan werd in 2017 in Griekenland achtste met 11 matchpunten (+4 =3 –2) en in 2019 derde achter de winnaar Rusland en organiserend land Georgië, dat als tweede eindigde. In 2019 behaalden ze, met Khanim Balajayeva, Ulviyya Fataliyeva en Gulnar Mammadova aan bord 2 t/m 4 en Turkan Mamedjarova aan het reservebord, in totaal 14 matchpunten (+6 =2 –1), uitsluitend van Spanje werd verloren en tegen Rusland en Georgië werd gelijkgespeeld. Individueel won Mammadzada een bronzen medaille voor haar score 5½ pt. uit 8 aan het eerste bord, achter de grootmeesters Nana Dzagnidze en Pia Cramling.

## Speelstijl
Mammadzada opent haar partijen met de witte stukken meestal met 1.e4 (de koningspionopening) en veel minder vaak met 1.d4 (de damepionopening) of andere openingszetten. Haar favoriete schaakstukken zijn het paard en de dame, die ze beschouwt als haar "belangrijkste wapens". Echter, ze streeft ernaar haar speelstijl aan te passen aan wat op dat moment nodig is in een schaakpartij. Fikret Sideifzade, een Internationaal Meester die coach van het Azerbeidzjaanse vrouwenteam geweest is, noemde als sterke punten van Mammadzada een goede kennis van de opening en sterke zenuwen.

## Persoonlijk leven
Mammadzada heeft een vier jaar jongere broer. Ze ging naar de middelbare school aan het Intelligence School Lyceum Nr. 6 in Bakoe en vervolgens naar de universiteit aan de Azerbeidzjaanse Staats-academie voor Lichamelijke Oefening en Sport.
Mammadzada heeft als schaak-idool Magnus Carlsen. Toen ze jonger was bewonderde ze vooral Judit Polgár. Naast het schaken heeft ze als hobby's paardrijden, hardlopen, lezen en het leren van talen. Behalve Azerbeidzjaans, spreekt ze ook Engels, Frans en Russisch. Als tiener was ze ook liefhebber van zwemmen en van de schietsport.

## Externe koppelingen
- (en)   Informatie over schaakpartijen van Gunay Mammadzada op ChessGames.com
- (en)   Informatie over schaakpartijen van Gunay Mammadzada op 365chess.com
- (en)  FIDE-ratinggegevens voor Gunay Mammadzada